# How to Destroy Angels (EP)
How to Destroy Angels (znany również jako SIGIL 02) – debiutancki minialbum industrialnego zespołu How to Destroy Angels, wydany 1 czerwca 2010 roku przez The Null Corporation. Został udostępniony do ściągnięcia za darmo na stronie internetowej grupy, oraz wydany na płytach CD 6 czerwca 2013 roku. Utwór "A Drowning" został oficjalnie wydany jako singel, a do piosenki "The Space in Between" stworzono teledysk. Powstały dwie okładki albumu, każda do innego wydania.
Wszystkie utwory z How to Destroy Angels zostały bonusowymi utworami pierwszego albumu studyjnego zespołu Welcome Oblivion, możliwe do kupienia tylko na stronie iTunes.

## Lista utworów
1. "The Space in Between" - 3:35
2. "Parasite" - 5:05
3. "Fur Lined" - 4:00
4. "BBB" - 3:31
5. "The Believers" - 5:36
6. "A Drowning" - 7:04